# Dolmens de la Ramera
Les dolmens de la Ramera sont deux dolmens situés à Caixas, dans le département français des Pyrénées-Orientales.

## Historique
Les deux dolmens ont été découverts par Jean Abélanet en 1965 et fouillés par lui en 1968 sans résultat notable.

## Dolmen n°1
C'est un dolmen simple dont il demeure trois orthostates en schiste : une dalle de chevet au nord-est (1,40 m de long sur 0,72 m de haut et 0,12 m d'épaisseur), une de dalle côté est (1,55 m de long sur 0,87 m de haut et 0,25 m d'épaisseur) et une dalle côté ouest (1,65 m de long sur 0,80 m de haut et 0,20 m d'épaisseur). La chambre ouvre au sud-sud-ouest. Le tumulus est délimité par une enceinte circulaire d'environ 5 m de diamètre.

## Dolmen n°2
Il est situé à une cinquantaine de mètres au-dessus du dolmen n°1. C'est un petit dolmen dont les dalles affleurent légèrement de la surface du sol. Il est également constitué de trois orthostates : une dalle de chevet au nord-est (1,15 m de long sur 0,50 m de haut et 0,15 m d'épaisseur), une de dalle côté est (1,27 m de long sur 0,53 m de haut et 0,20 m d'épaisseur) et une dalle côté ouest (1,85 m de long sur 0,75 m de haut et 0,20 m d'épaisseur). Contrairement au dolmen n°1, la dalle de chevet est encadrée par les deux montants latéraux. Le tumulus n'est pas visible.